# ホソハンミョウ
ホソハンミョウ（細斑猫、学名：Cicindelagracilis pallas）は甲虫目オサムシ亜目ハンミョウ科に分類されるハンミョウの一種。

## 概要
全長は13mm前後。小型のハンミョウ。体は黒色だが、上翅の両脇には白色の紋があり、稀に、上翅会合部周辺に赤色紋のある個体が出現する。頭部等には鈍い金属光沢が見られる。
成虫は年に1回、6〜9月頃に発生する。成虫の状態で越冬もすると思われ、寿命は数年に渡る。詳しい生態については、分かっていない事が多いが、岩手県の昆虫研究家など、この昆虫について研究を行なっている人もいる。更に2018年、おそらく世界初と思われる、本種の捕食シーンが、岩手県の昆虫研究家によって撮影された。
分類に関しては、以前はハンミョウ科とされていたが、現在ではオサムシ科ハンミョウ亜科とする考え方が多くなってきた。

## 分布
ユーラシア大陸東部や日本に分布する。日本国内では北海道〜九州にかけて広く分布するものの、生息地は極めて局地的。又、生息地内での個体数も、非常に少ないものと思われる。
生息地の環境としては、林などでも見られるようだが、開けた砂地に多いようで、まばらに低い草が生えているような場所を好む。ある生息地は、公園のようになっており、人の行き来が非常に激しいような場所でも見られるようである。

## 保全状況評価
- 絶滅危惧II類 （環境省レッドリスト）